# Équipe de France olympique de football
Maillots
L’Équipe de France olympique de football représente la France dans les compétitions de football liées aux Jeux olympiques d'été, où sont conviés les joueurs de moins de 23 ans (avec possibilité d'appeler 3 joueurs de plus de 23 ans). Le format a beaucoup changé au cours des années d'existence de la compétition à la suite des conflits entre la FIFA et le CIO et au statut d'amateurisme auparavant nécessaire aux compétitions olympiques. Avant 1984, la compétition était interdite aux professionnels : profitant de cette règle, de nombreux pays du bloc de l'Est notamment, ont aligné des équipes "amateurs" très compétitives au détriment de celles de l'Europe de l'Ouest, dont la France, où le statut professionnel était acquis depuis longtemps. De 1984 à 1988, la compétition est ouverte aux joueurs professionnels n'ayant pas disputé de Coupe du monde. Depuis les Jeux olympiques de 1988, seuls les joueurs de moins de 23 ans peuvent disputer des rencontres olympiques, à l'exception de trois joueurs plus âgés autorisés. Depuis les Jeux olympiques de 1992, l'équipe de France espoirs de football assure la représentation française dans les tournois olympiques.
Du fait de la domination d'équipes profitant du statut amateur, la FIFA a décidé rétroactivement en 1999 que les matchs disputés à partir des Jeux olympiques 1960 n'étaient plus des rencontres entre équipes internationales A.

## Histoire

### Avant 1960
Avant l'olympiade de 1960, les rencontres des Jeux olympiques sont officiellement disputées par les sélections A, même si elles doivent être composées uniquement de joueurs amateurs. A mesure que le temps passe, les équipes sélectionnées diffèrent de plus en plus des sélections ordinaires. Il a été décidé rétrospectivement en 1999 par la FIFA que les rencontres disputées après 1960 ne sont plus officiellement disputées par des sélections A mais par des équipes dites olympiques.

#### Les premières olympiades

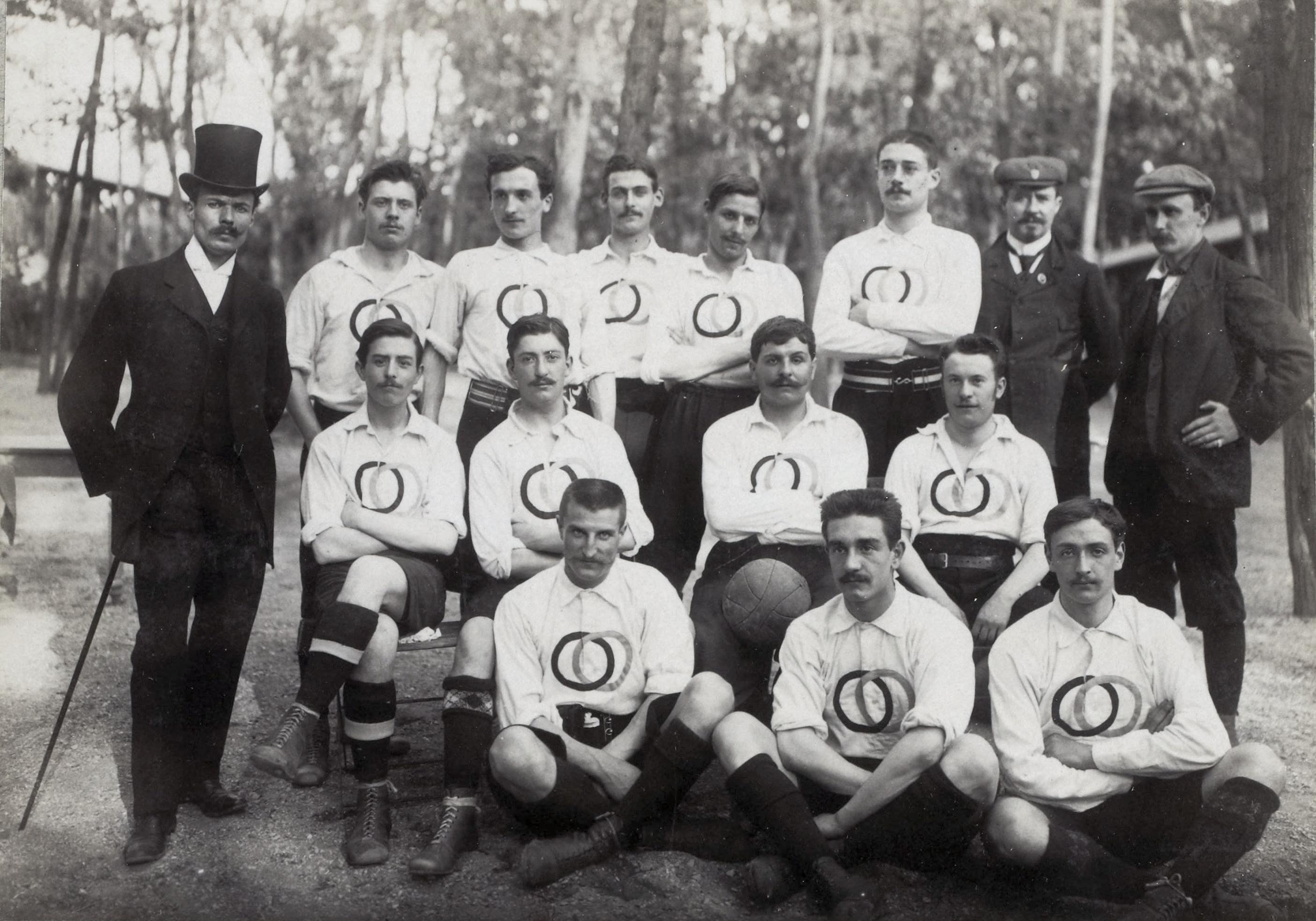
L'équipe de France aux JO de 1900 (vice-championne).

L'édition de 1896 non reconnue par la FIFA se déroule au Vélodrome Municipal de Vincennes, où le football est un sport en exhibition en parallèle du tournoi olympique proprement dit, dans le cadre de l'exposition universelle. Le Club français, champion de la ville de Paris en titre et vainqueur de la Coupe Dewar, alors entièrement composé de joueurs de citoyenneté française, est désigné pour représenter la France.
En 1908, avant même le début du tournoi, la Hongrie et la Bohême se retirent, cédant ainsi la place aux Pays-Bas et à la France. Les joueurs de l'Hexagone déclarent forfait à la suite de la déconvenue face aux Danois (17-1) en demi-finale. Par conséquent, les Suédois prennent la place de la France dans le match pour la médaille de bronze.

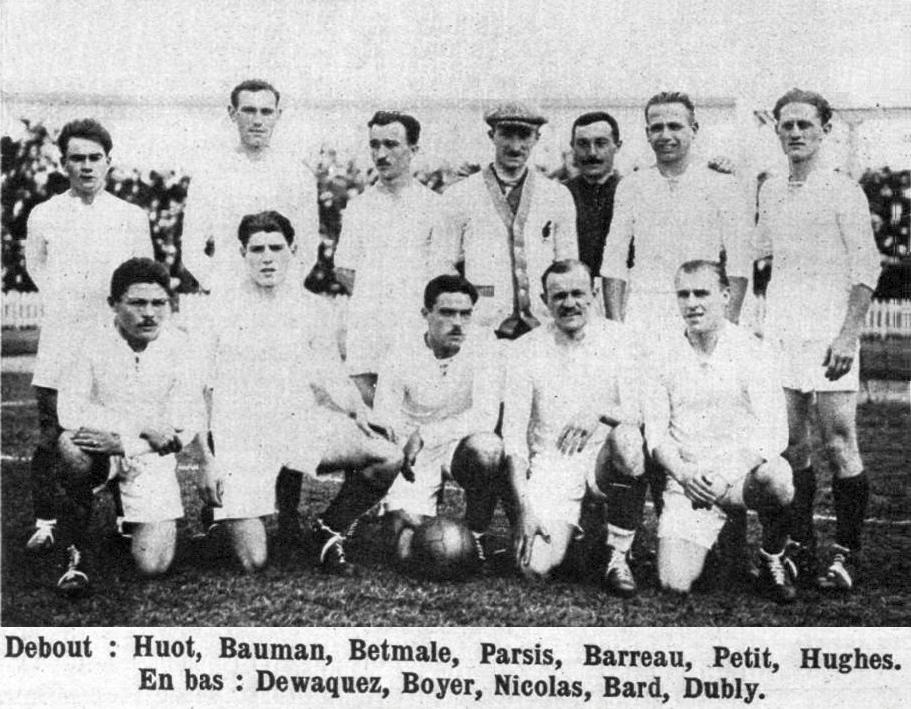
L'équipe de 1920 (1/2 finale).

En 1920, la France est éliminée en demi-finale. 4 ans plus tard c'est en 8e de finale que le parcours français se termine avec une défaite 5-1 face au futur champion olympique l'Uruguay.

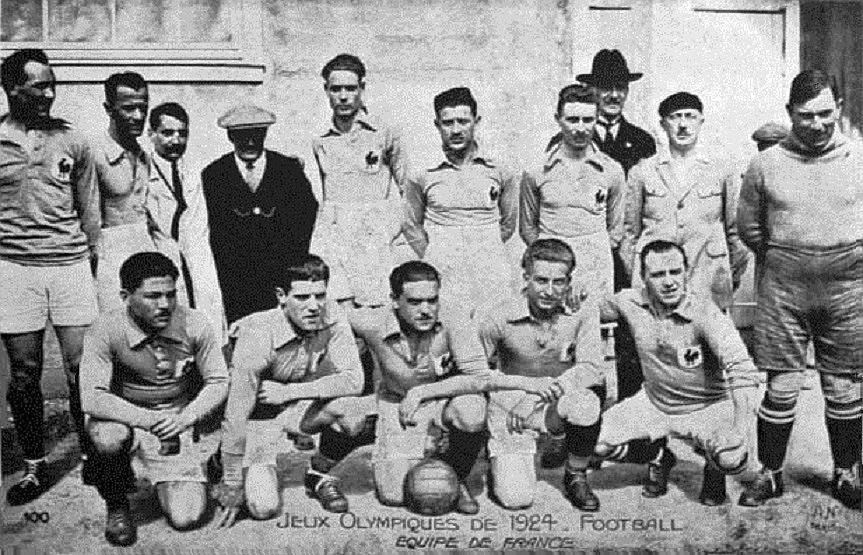
L'équipe de 1924 (1/4 de finale).

L’Équipe de France vit ensuite plusieurs éditions sans réussite : 1928 (1er tour), 1932 et 1936 (pas qualifiée)

#### Les années d'après-guerre

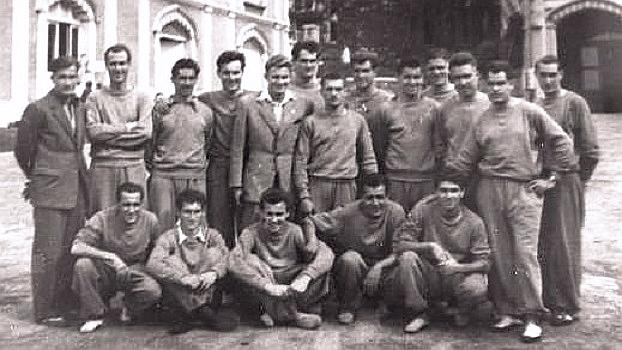
L'équipe de 1948 (1/4 de finale).

Les Bleus atteignent les quarts de finale en 1948. Par la suite les résultats sont mitigés :  1952 (tour préliminaire), 1956 (pas qualifiés).

### De 1960 à 1984, les sélections olympiques constituées de joueurs amateurs
C'est à partir de cette édition que l'on considère rétrospectivement que les sélections olympiques se distinguent des sélections A. Dans les faits, à l'époque, rien ne peut distinguer les éditions de 1956 et de 1960, seuls les joueurs amateurs peuvent y participer.
La France participe au premier tour de l'édition 1960 (1er tour) mais n'est pas qualifiée pour l'édition 1964. En 1968, elle est quart de finaliste.

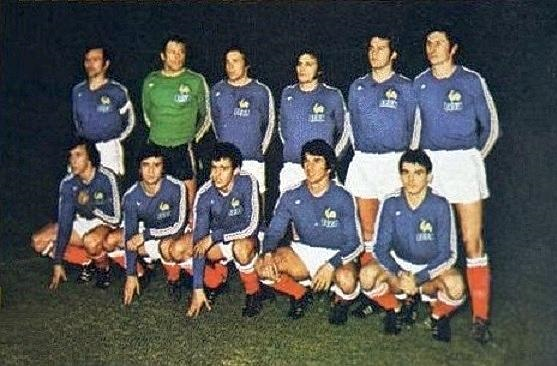
L'équipe de 1976 (1/4 de finale).

En 1976, l'équipe française atteint de nouveau les quarts de finale, avec notamment dans ses rangs cette fois Michel Platini, Jean Fernandez, Patrick Battiston, ou encore Olivier Rouyer.
L’équipe de France ne parvient pas à ce qualifier pour le tournoi de l’édition 1980

### La refonte des règles d'entrée par le CIO et la médaille d'or en 1984
En 1984 la France remporte sa première médaille d'or, avec des joueurs comme Albert Rust, Daniel Xuereb, Jean-Christophe Thouvenel, William Ayache, Dominique Bijotat ou Guy Lacombe, et sous la direction d'Henri Michel.
Pour cette édition californienne des JO, le Comité international olympique décide d'accepter les footballeurs professionnels, à condition qu'ils n'aient pas disputé la dernière Coupe du monde ni ses éliminatoires.
L'équipe de France survit à un groupe où elle côtoyait Belgique et Espagne. Sa 1re place lui donne le droit d'affronter la RFA, dans une confrontation « couperet ». Le match aller, en France, s'achève sur un score nul 1-1. Malgré les pires craintes escortant un retour joué à Bochum, Guy Lacombe marque le seul but de cette rencontre et qualifie la France. Absente en 1980, l'EDF retrouve les JO quatre ans plus tard.
Loin du soleil californien, la France dispute la phase de poules du tournoi olympique dans des enceintes de la côte Est, à Annapolis (Stade mémorial du corps de la marine), et au stade universitaire de Harvard. Son match nul inaugural, face au Qatar le 29 juillet, n'augure en rien d'un tournoi historique pour une nation qui n'a, jusqu'à présent, jamais mis les pieds ne serait-ce que sur la troisième marche du podium. L'EDF bat ensuite difficilement la Norvège (2-1) grâce à un doublé de François Brisson, avant de maintenir sa position en tête du groupe en obtenant un nul face aux Chiliens (1-1).
En quart de finale, un doublé de Xuereb, qui terminera meilleur buteur du tournoi, a raison de l'Égypte (2-0).
En demi-finale contre la Yougoslavie, qui vient d'infliger une correction à la RFA (5-2), après 16 minutes et des buts de Bijotat et Jeannol, les Bleus ont déjà fait le break. La bande à Mehmed Baždarević va toutefois faire son retard en 2e période. Plutôt qu'à la victoire de l'Euro 1984, encore dans toutes les têtes, c'est à France-Allemagne de 1982 que ressemble ce match. Finalement, la prolongation sourit aux Français, qui ajoutent 2 nouveaux buts via son duo moustachu, Lacombe-Xuereb.
La finale :
Au Rose Bowl Stadium de Pasadena occupé par plus de 100 000 personnes, la France affronte le Brésil de Dunga. Ou plutôt, l'Internacional Porto Alegre, car les autorités auriverde ont décidé d'envoyer l'intégralité de l'équipe colorado renforcée par trois joueurs venus d'autres clubs. Malgré son savoir-faire défensif, ce Brésil-là est pris à défaut à la 55e minute, quand François Brisson ouvre le score d'une tête décroisée en pleine lucarne. Sept minutes plus tard, Daniel Xuereb inscrit son 5e but du tournoi et scelle la victoire de l'équipe de France,.
L'équipe française en finale (4-4-2) : Rust  - Bibard, Bijotat, Jeannol, Ayache - Rohr, Zanon, Lemoult, Lacombe - Xuereb, Brisson

### Nouvelle période de difficultés
La France ne participe pas à l'édition de 1988. En 1992, la FIFA décide d'élargir la participation des joueurs amateurs à tous joueurs de moins de 23 ans (avec possibilité d'appeler 3 joueurs de plus de 23 ans). L'Hexagone est, depuis, représenté par l'équipe de France espoirs.
Entre 1986 et 2016, la France ne réussit à se qualifier qu'à une seule reprise (quarts de finaliste en 1996).
En 2019, l'équipe de France Espoirs se qualifie pour les demi-finales de l'Euro espoirs et donc pour les Jeux olympiques de Tokyo. Kylian Mbappé déclare qu'il veut y participer, mais le PSG refuse. Plusieurs autres clubs de Ligue 1 (Nice, Lyon, Rennes...) refusent également d'envoyer leurs joueurs aux Jeux olympiques en raison d'un calendrier surchargé. Le sélectionneur Sylvain Ripoll doit donc se creuser la tête pour trouver une liste de dix-huit joueurs compétitifs. Il profite du règlement, qui permet d'appeler trois joueurs de plus de vingt-trois ans, pour appeler André-Pierre Gignac finaliste de l'Euro 2016 avec la France, et Florian Thauvin, champion du monde 2018, qui jouent tous les deux au Mexique, aux Tigres de Monterrey. Il appelle également Téji Savanier, qui n'avait jamais été appelé en équipe de France.
La France est placée dans le groupe A, celui du Japon le pays hôte de la compétition. Elle est lourdement battue d'entrée contre le Mexique (1-4) mais se relance lors de la journée suivante contre l'Afrique du Sud (4-3), dans une rencontre spectaculaire où les Bleus ont été menés au score à trois reprises avant d'arracher la victoire dans les arrêts de jeu de la partie . En outre, Luther Singh a raté un penalty en fin de première période pour les Bafana Bafana alors que le score était encore vierge, sa tentative ayant trouvé la barre transversale. Lors du dernier match de groupe contre le Japon ; les Français qui étaient dans l'obligation de l'emporter par deux buts d'écart en cas de succès mexicain concomitant face à l'Afrique du Sud, passent à côté de leur rencontre et subissent une nouvelle déconvenue (0-4), synonyme d'élimination au 1er tour, présentant au passage la pire défense des 16 équipes engagées avec 11 buts encaissés en 3 rencontres. André-Pierre Gignac a été le meilleur buteur des Bleus avec 4 réalisations (sur penalty face au Mexique, puis auteur d'un triplé dont un penalty contre l'Afrique du Sud).

### Edition Paris 2024
En 2024, la France est qualifiée en tant que pays organisateur et atteint la finale, mais s’incline face à l’Espagne sur le score de 5 buts à 3 à l'issue des prolongations.

## Palmarès
| Jeux olympiques (1)                                                                                                   |
| --- |
| - Médaille d'argent en 1900 (Club français) - Médaille d'or en 1984 à Los Angeles - Médaille d'argent en 2024 à Paris |

## Distinctions
- Trophées UNFP 2024 : trophée d'honneur pour l'ensemble du groupe, à l'occasion du 40e anniversaire de la victoire de l'équipe de France olympique aux Jeux olympiques d'été de 1984[6],[7]

## Parcours lors des Jeux olympiques
Depuis les Jeux olympiques d'été de 1992, le tournoi est joué par des joueurs de moins de 23 ans, avec la possibilité d'appeler trois jokers de plus de 23 ans.
Les Jeux olympiques d'été de 1960 marquent le moment où la FIFA ne considère plus les matchs comme officiellement joués par les sélections A.
Avant les Jeux olympiques d'été de 1984, seuls les footballeurs amateurs peuvent participer. De fait, certaines sélections alignaient des équipes très similaires à leur équipe A, dès lors que leurs joueurs étaient considérés comme amateurs.
| Football aux Jeux olympiques | Football aux Jeux olympiques | Football aux Jeux olympiques | Football aux Jeux olympiques | Football aux Jeux olympiques | Football aux Jeux olympiques | Football aux Jeux olympiques | Football aux Jeux olympiques | Football aux Jeux olympiques |
| Année                        | Tour                         | Classement                   | J                            | G                            | N                            | P                            | Bp                           | Bc                           |
| ---------------------------- | ---------------------------- | ---------------------------- | ---------------------------- | ---------------------------- | ---------------------------- | ---------------------------- | ---------------------------- | ---------------------------- |
| 1896                         | Non participant              | -                            | -                            | -                            | -                            | -                            | -                            | -                            |
| 1900                         | Poule unique                 | 2                            | 2                            | 1                            | 0                            | 1                            | 6                            | 6                            |
| 1904                         | Non participant              | -                            | -                            | -                            | -                            | -                            | -                            | -                            |
| 1908                         | Demi-finale                  | 5                            | 2                            | 0                            | 0                            | 2                            | 1                            | 26                           |
| 1912                         | Non participant              | -                            | -                            | -                            | -                            | -                            | -                            | -                            |
| 1920                         | Demi-finale                  | 4                            | 2                            | 1                            | 0                            | 1                            | 4                            | 5                            |
| 1924                         | Quart de finale              | 5                            | 2                            | 1                            | 0                            | 1                            | 8                            | 5                            |
| 1928                         | 1er tour                     | 9                            | 1                            | 0                            | 0                            | 1                            | 3                            | 4                            |
| 1932                         | Pas de Tournoi               | -                            | -                            | -                            | -                            | -                            | -                            | -                            |
| 1936                         | Non participant              | -                            | -                            | -                            | -                            | -                            | -                            | -                            |
| 1948                         | Quart de finale              | 5                            | 2                            | 1                            | 0                            | 1                            | 2                            | 2                            |
| 1952                         | Tour préliminaire            | 17                           | 1                            | 0                            | 0                            | 1                            | 1                            | 2                            |
| 1956                         | Non qualifiée                | -                            | -                            | -                            | -                            | -                            | -                            | -                            |
| 1960                         | 1er tour                     | 5                            | 3                            | 1                            | 1                            | 1                            | 3                            | 9                            |
| 1964                         | Non qualifiée                | -                            | -                            | -                            | -                            | -                            | -                            | -                            |
| 1968                         | Quart de finale              | 5                            | 4                            | 2                            | 0                            | 2                            | 9                            | 7                            |
| 1972                         | Non qualifiée                | -                            | -                            | -                            | -                            | -                            | -                            | -                            |
| 1976                         | Quart de finale              | 5                            | 4                            | 2                            | 1                            | 1                            | 9                            | 7                            |
| 1980                         | Non participant              | -                            | -                            | -                            | -                            | -                            | -                            | -                            |
| 1984                         | Vainqueur                    | 1                            | 6                            | 4                            | 2                            | 0                            | 13                           | 6                            |
| 1988                         | Non qualifiée                | -                            | -                            | -                            | -                            | -                            | -                            | -                            |
| 1992                         | Non qualifiée                | -                            | -                            | -                            | -                            | -                            | -                            | -                            |
| 1996                         | Quart de finale              | 5                            | 4                            | 2                            | 1                            | 1                            | 6                            | 4                            |
| 2000                         | Non qualifiée                | -                            | -                            | -                            | -                            | -                            | -                            | -                            |
| 2004                         | Non qualifiée                | -                            | -                            | -                            | -                            | -                            | -                            | -                            |
| 2008                         | Non qualifiée                | -                            | -                            | -                            | -                            | -                            | -                            | -                            |
| 2012                         | Non qualifiée                | -                            | -                            | -                            | -                            | -                            | -                            | -                            |
| 2016                         | Non qualifiée                | -                            | -                            | -                            | -                            | -                            | -                            | -                            |
| 2020                         | 1er tour                     | 13                           | 3                            | 1                            | 0                            | 2                            | 5                            | 11                           |
| 2024                         | Finaliste                    | 2                            | 6                            | 5                            | 0                            | 1                            | 14                           | 6                            |
| 2028                         | -                            | -                            | -                            | -                            | -                            | -                            | -                            | -                            |
| 2032                         | -                            | -                            | -                            | -                            | -                            | -                            | -                            | -                            |
| Total                        | 13/25                        | 3 médailles                  | 39                           | 18                           | 5                            | 16                           | 68                           | 100                          |

## Personnalités historiques de l'équipe de France olympique

### Meilleurs buteurs (depuis 1960)
| # | Joueur               | Buts | Edition(s) | Matchs joués |
| - | -------------------- | ---- | ---------- | ------------ |
| 1 | Daniel Xuereb        | 6    | 1984       | 6            |
| 1 | Jean-Philippe Mateta | 6    | 2024       | 6            |
| 2 | André-Pierre Gignac  | 4    | 2020       | 4            |
| 3 | Charles Tamboueon    | 3    | 1968       | 4            |
| 3 | Michel Platini       | 3    | 1976       | 4            |
| 3 | Florian Maurice      | 3    | 1996       | 4            |
| 3 | François Brisson     | 3    | 1984       | 6            |

### Sélectionneurs
| N°     | Sélectionneur     | Période | Matchs | Gagnés | Nuls | Perdus | Gagnés % |
| ------ | ----------------- | ------- | ------ | ------ | ---- | ------ | -------- |
| 1      | Eugène Fraysse    | 1900    | 2      | 1      | 0    | 1      | 50       |
| 2      | Comité technique  | 1908    | 4      | 2      | 0    | 2      | 50       |
| 3      | Fred Pentland     | 1920    | 2      | 1      | 0    | 1      | 50       |
| 4      | Charles Griffiths | 1924    | 2      | 1      | 0    | 1      | 50       |
| 5      | Peter Farmer      | 1928    | 1      | 0      | 0    | 1      | 0        |
| 6      | Tony Bertrand     | 1948    | 2      | 1      | 0    | 1      | 50       |
| 7      | Louis Dugauguez   | 1952    | 1      | 0      | 0    | 1      | 0        |
| 8      | Jean Rigal        | 1960    | 3      | 1      | 1    | 1      | 33,33    |
| 9      | André Grillon     | 1968    | 4      | 2      | 0    | 2      | 50       |
| 10     | Gabriel Robert    | 1976    | 4      | 2      | 1    | 1      | 50       |
| 11     | Henri Michel      | 1984    | 6      | 4      | 2    | 0      | 66,67    |
| 12     | Raymond Domenech  | 1996    | 4      | 2      | 1    | 1      | 50       |
| 13     | Sylvain Ripoll    | 2020    | 3      | 1      | 0    | 2      | 33,33    |
| 14     | Thierry Henry     | 2024    | 8      | 7      | 1    | 1      | 87,5     |
| Totaux | Totaux            | Totaux  | 44     | 23     | 5    | 16     | 48,72%   |